# Bağcıllı, Nazilli
Bağcıllı là một xã thuộc huyện Nazilli, tỉnh Aydın, Thổ Nhĩ Kỳ. Dân số thời điểm năm 2010 là 924 người.